# Заріна Діяс
Заріна Діяс (каз. Зарина Диас, 18 жовтня 1993, Алмати) — казахська професійна тенісистка. З 1999 живе та тренується в Празі. До 6 років вона займалася гімнастикою, а потім мати привела її у тенісний клуб. Уже 2007 року взяла участь у професійному турнірі — 10-тисячнику ITF в Братиславі. Але не пройшла далі першого кола кваліфікації. Після цього за рік не зіграла жодного турніру.
У 2008 взяла участь в трьох турнірах. Вперше виграла 25-тисячник в Астані, куди вона отримала вайлд-кард.
У 2009 пройшла кваліфікацію та вийшла в чвертьфінал двох турнірів: в Гіфу та Фукуоку. Виграла свій другий 25-тисячник в Штутгарті, обігравши Каталіну Мароші. Найкращий результат року був на турнірі WTA в Празі, де вона знову дійшла до чвертьфіналу. У вересні 2009 року взяла участь у першому своєму турнірі Великого шолома, але програла в першому ж колі кваліфікації китаянці Чжан Кайчжень. Сезон закінчився трьома турнірами в Японії з дуже скромними результатами.
У 2010 дійшла до фіналу турніру в Римі, де програла Патріції Майр-Ахляйтер. Взяла участь у Кубку Кремля, де в кваліфікації перемогла українську, російську та білоруську тенісисток. А потім в основній сітці перемогла аргентинку Хіселу Дулко (49 ракетку світу) та сербку Єлену Янкович (7-а ракетка світу). У чвертьфіналі їй не вдалося переграти росіянку Марію Кириленко, котра стала на цьому турнірі другою.
У 2011 дійшла до фіналу в Куньміні та півфіналу в Венсхані (Китай).
В червні 2013 року виграла свій третій титул в Бухарі. Пізніше — 25-тисячник в Тайбеї.

## Травма. Повернення. Перший титул WTA
На Вімблдоні-2016 Заріна отримала травму зап'ястя, яка змусила її пропустити решту сезону 2016 року. Повернення відбулося в 2017-у й почалося з поразок, але згодом Діяс набрала форму. Вона не змогла відібратися на Ролан-Гаррос, але організатори Вімблдону дали їй вайл-кард, і вона дойшла до третього кола.  
Свою першу перемогу в турнірі WTA Діяс здобула на Japan Women's Open 2017.

## Фінали турнірів WTA

### Одиночний розряд: 2 (1- 1)
| Результат | №     | Дата            | Турнір                            | Поверхня | Супротивниця   | Рахунок       |
| Поразка   | 1.    | 12 жовтня 2014  | Japan Women's Open, Осака, Японія | Хард     | Саманта Стосур | 6–7(7–9), 3–6 |
| Перемога  | 1./2. | 17 вересня 2017 | Japan Women's Open, Токіо, Японія | Хард     | Като Мію       | 6-2,6-4       |